# Menaka

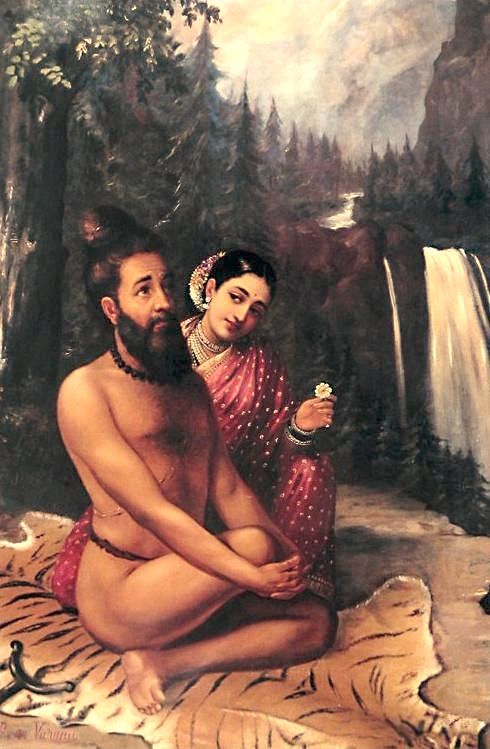
Wiśwamitra i Menaka

Menaka (sanskryt: मेनका) – w mitologii hinduskiej jedna z apsar, niebiańskich nimf, uosobienie piękna.

## Menaka w literaturze
Na polecenie boga Indry udało jej się przerwać medytację wspomnianego w Ramajanie ascety Wiśwamitry, gdy ujrzał ją pływającą nago pod wodospadem.
Uważana jest także za matkę Śakuntali.